# Фосторија (Охајо)
Фосторија (енгл. Fostoria) град је у америчкој савезној држави Охајо.

## Демографија
По попису из 2010. године број становника је 13.441, што је 490 (-3,5%) становника мање него 2000. године.
| Група             | 2000.          | 2010.          |
| Белци             | 11.681 (83,8%) | 10.526 (78,3%) |
| Афроамериканци    | 801 (5,7%)     | 854 (6,4%)     |
| Азијати           | 67 (0,5%)      | 60 (0,4%)      |
| Хиспаноамериканци | 1.104 (7,9%)   | 1.550 (11,5%)  |
| Укупно            | 13.931         | 13.441         |